# Маринос Рицудис
Маринос Рицудис (грч. Μαρίνος Ριτσούδης; Фарсала, 1968) јесте бивши поручник (грч. ανθυποπλοίαρχος) Грчке ратне морнарице, који је одбио да учествује у војним активностима током НАТО агресије на СР Југославију 1999. године.

## Образовање
Рицудис је завршио Грчку поморску академију и стекао чин потпоручника Грчке ратне морнарице.

## НАТО агресија на СР Југославију
Иако Грчка није узела учешће у НАТО коалицији против СР Југославије 1999. године, нити је уступила ваздушни простор, њена војска је морала бити активна због могућих преношења сукоба, односно кретања безбедносно интересантних људи. Ради тога је Влада Грчке одлучила да фрегату "Темистокле" (грч. Θεμιστοκλής) са ознаком D221 упути у Јадранско море. Овај брод је раније припадао Америчкој ратној морнарици.
Поручник Маринос Рицудис се посаветовао са својим духовником и добио благослов да одбије наређење. То је пренето и архиепископу атинском Христодулосу, тадашњем поглавару Грчке православне цркве. Рицудис је тада изјавио војницима: „као православац не могу учествовати у нападу на братски народ”, што је наишло на њихово одобравање. Тада је са још осам морнара одбио да се укрца на брод. О томе је обавестио заповедника и морнарички суд, након чега је осуђен и ухапшен.

## Суђење
Због одбијања да изврши наређење, поручнику Рицудису је суђено пред војним судом. Читаво суђење су пратили бројни протести, а стотине Грка је долазило испред суда да би га поздравило у тренутку када га војна полиција уводи или изводи из суднице. Рицудис је на суђења долазио насмејан.
Војни суд у Пиреју га је осудио 21. априла 1999. године на две и по године затвора.

## Веза са Србијом
Рицудис је због јуначког чина постао симбол отпора силама моћи и љубави између два православна народа Грка и Срба. Њему су указане изузетне почасти у Србији, а он и дан-данас на свом фејсбуку објављује, између осталог и на ћириличком писму поводом важних државних празника.
У Нишу је једна улица названа по њему.

### Црквено одликовање
Свети архијерејски синод Српске православне цркве је одликовао Рицудиса, на предлог патријарха српског Иринеја. Потом, митрополит црногорско-приморски Амфилохије га је контактирао како би му то саопштио, уз помоћ свештеника Николе Гаћевића.
На свечаности у згради Патријаршије Српске православне цркве у Београду, дана 23. јануара 2018. године, уручен му је Орден Светог цара Константина. Истог дана, Орденом Светог Саве првог реда је одликован француски хуманитарац Арно Гујон. Приликом уручивања одликовања, патријарх српски Иринеј је рекао:
Господин Рицудис је био у ситуацији да учествује у срамном нападу на нашу земљу 1999. године. Као командант војног брода стигао је у Јадранско море, али му савест није дозволила да испуни оно што је био дужан да учини.— Патријарх српски Иринеј
Након уручења ордена, Рицудис је рекао:
Нисам могао да верујем да ћу после 18 година, од кад сам одбио да учествујем у рату против српског народа, доживети благодарност и захвалност српског народа и моје православне браће. Велика је част што примам признање од вас - часних и храбрих, од моје православне браће која никад нису престала да штите и чувају своје светиње и света места. Све жртве српског народа, традиција, предање, православље и српска култура били су најзначајније надахнуће за мене.

### Мурал на Дорћолу
На Дорћолу постоји мурал са ликом поручника Рицудиса и његовим речима како као православац не може учествовати у нападу на братски народ.
По сазнању за постојање овог мурала, Рицудис је изјавио:
Када говоримо о муралима, ваши људи су их насликали да би мени исказали захвалност, а истина је да све што желим јесте да ја изразим захвалност вашем народу. Јер, пре него што сам донео одлуку да не послушам наређење и не бомбардујем Србију, коју сам донео из срца, гледао сам храбри отпор српског народа и храбре војнике који су се борили против сатанских НАТО сила.

## Одликовања
- Орден Светог цара Константина (23. јануар 2018)